# Ревякино (Сумская область)
Ревякино (укр. Рев'якине) — село,
Ревякинский сельский совет,
Путивльский район,
Сумская область,
Украина.
Код КОАТУУ — 5923887001. Население по переписи 2020 года составляло 388 человек .
Является административным центром Ревякинского сельского совета, в который, кроме того, входит село
Мишутино.

## Географическое положение
Село Ревякино находится у истоков реки Рудка,
ниже по течению на расстоянии в 2 км расположено село Веселое.
На реке несколько запруд.

## История
- Село Ревякино известно с XVIII века.

## Экономика
- «Агрика-4», ООО.

## Объекты социальной сферы
- Дом культуры.